# Präsident der Republik Südafrika
Der Präsident der Republik Südafrika (englisch President of the Republic of South Africa) ist das Staatsoberhaupt und der Regierungschef der Republik Südafrika. Er hat weitreichende exekutive Kompetenzen.

## Geschichte
Ein Präsidentenamt Südafrikas gibt es in Folge der Gründung der Republik Südafrika seit 1961. Das Amt ist eines der Ergebnisse nach dem Referendum von 1960 während der Apartheidsperiode, in dessen Folge am 10. Mai 1961 der bislang als Generalgouverneur (Governor-General) wirkende Charles Robberts Swart in einem Wahlkollegium aus Parlamentsabgeordneten und Mitgliedern des Senats zum ersten Staatspräsidenten (State President) des Landes gewählt wurde. Mit der Verfassung von 1983 wies die Funktion des Staatspräsidenten Merkmale eines Präsidialsystems auf. Bis zur Ausrufung der Republik innerhalb der Commonwealth of Nations, erfüllte der britische Monarch (zuletzt Elisabeth II.) die Rolle des Staatsoberhauptes als Königin der Südafrikanischen Union.
Seit dem Ende der Apartheid in Südafrika übten das Amt des President of the Republic of South Africa Nelson Mandela (1994–1999) und Thabo Mbeki (1999–2008) aus. Nach dessen Rücktritt wurde am 25. September 2008 Kgalema Motlanthe vom Parlament zum Übergangspräsidenten gewählt. Vom 9. Mai 2009 bis zum 14. Februar 2018 war Jacob Zuma der vierte Präsident Südafrikas. Nach seinem Rücktritt vor Ablauf der zweiten Amtsperiode wurde Vizepräsident Cyril Ramaphosa von der Nationalversammlung zum Präsidenten gewählt.
Amtliche Erklärungen des Präsidenten werden in der Government Gazette veröffentlicht.

## Wahl und Abwahl
Der Präsident wird durch die Nationalversammlung gewählt. Die Wahl wird in der ersten Sitzung der Nationalversammlung nach deren Neuwahl oder innerhalb von 30 Tagen nach Eintritt einer Vakanz durchgeführt. Sie wird durch den Präsidenten des Verfassungsgerichts, den Chief Justice, oder einen von ihm benannten Vertreter, der Richter sein muss, geleitet.
Zur Wahl vorgeschlagene Kandidaten müssen der Nationalversammlung angehören, verlieren aber mit der Wahl die Mitgliedschaft.
Wird von den Mitgliedern der Nationalversammlung nur ein Kandidat zur Wahl vorgeschlagen, so wird dieser ohne formalen Wahlvorgang zum Präsidenten erklärt. Gibt es mehrere Kandidaten, wird in geheimer Wahl gewählt. Gewählt ist der Kandidat, der die absolute Mehrheit der abgegebenen Stimmen erhält. Erreicht dies in einem Wahlgang keiner der vorgeschlagenen Kandidaten, scheidet der Kandidat mit den wenigsten Stimmen aus und ein weiterer Wahlgang wird durchgeführt; dies wird wiederholt, bis ein Kandidat die absolute Mehrheit erreicht. Gibt es bei nur noch zwei verbliebenen Kandidaten Stimmengleichheit, muss der Wahlvorgang binnen sieben Tagen komplett wiederholt werden. Die Amtsübernahme des Präsidenten wird mit seiner Vereidigung wirksam, die innerhalb von fünf Tagen nach der Wahl erfolgen muss.
Die Nationalversammlung kann dem Präsidenten mit absoluter Mehrheit ihrer Mitglieder das Misstrauen aussprechen; die komplette Regierung muss dann zurücktreten. Mit Zwei-Drittel-Mehrheit der Mitglieder der Nationalversammlung kann der Präsident auch abgewählt werden, wenn er entweder amtsunfähig ist oder einer wesentlichen Verletzung der Verfassung oder von Gesetzen oder wesentlicher fehlerhafter Amtsführung beschuldigt wird. In diesem Fall verliert er ohne Notwendigkeit einer eigenen Rücktrittserklärung sein Amt, und, außer bei Amtsunfähigkeit, auch sämtliche Ansprüche aus dem Amt und das Recht, andere öffentliche Ämter zu bekleiden. Sollte innerhalb von 30 Tagen kein neuer Präsident gewählt sein, kann das Parlament durch den amtierenden Präsidenten aufgelöst werden.
Grundsätzlich kann ein Präsident nur zwei Amtszeiten ausüben. Wird er allerdings nicht zu Beginn der Legislaturperiode, sondern nach Eintritt einer Vakanz gewählt, zählt die Zeit von dieser Wahl bis zur nächsten regulären Neuwahl nicht als Amtszeit im Sinne dieser Regelung.